# HQ-22
El HQ-22 (en chino tradicional, 紅旗-22; en chino simplificado, 红旗-22; pinyin, Hóng Qí-22; literalmente, ‘Bandera Roja-22’) es un sistema de misiles antiaéreos de orientación por radiocomando/dirección de radar semiactivo de medio a largo alcance desarrollado y fabricado en China, diseñado para destruir aeronaves, vehículos aéreos no tripulados, misiles de crucero y helicópteros, en cualquier condición climática incluso con medidas de contraataque radioelectrónico activas por parte del enemigo.

## Desarrollo
El sistema de defensa aérea HQ-22 se desarrolló como la segunda generación del misil HQ-12. El HQ-22 esta fabricado por Jiangnan Space Industry, también conocida como Base 061, que forma parte de China Aerospace Science and Industry Corporation (CASIC). En 2014, se reveló una forma más sencilla del misil conocido como FK-3, dirigido a clientes de exportación.
En el Salón Aeronáutico de Zhuhai de 2016, el HQ-22 se exhibió públicamente por primera vez como una versión mejorada del FK-3. En 2017, el HQ-22 entró en servicio en el Ejército Popular de Liberación y se ha convertido rápidamente en uno de los principales misiles utilizados para la defensa aérea.

## Diseño
Una batería HQ-22 típica incluye un vehículo de radar y tres lanzadores de montaje de transportadores equipados con cuatro misiles cada uno. Según los informes, cada batería puede atacar seis objetivos aéreos simultáneamente.
El sistema de misiles ha sido ampliamente comparado con los sistemas de misiles tierra-aire Patriot y S-300. Tienen un radio de alcance de 170 kilómetros y pueden ascender hasta los 27 kilómetros. Aunque tiene un alcance más corto que las variantes del S-300 como el S-300PMU-2, se cree que se beneficia de contramedidas de guerra electrónica (ECM) superiores y capacidades superiores contra objetivos furtivos en distancias más cortas.
El sistema es mucho menos costoso que el HQ-9 también en servicio y será uno de los pilares de la red de defensa aérea de China, reemplazando a los misiles HQ-2 de la era de la Guerra Fría. Se rumorea que el misil ha tenido una alta tasa de adquisición, ya que se está desplegando en grandes cantidades a pesar de su desarrollo relativamente reciente.

### Misiles
El HQ-22 tiene un alcance de hasta 170 kilómetros (105,6 mi) y puede atacar objetivos a altitudes de 50 metros (54,7 yd) a 27 kilómetros (16,8 mi). Los misiles del sistema están guiados por una guía de radar semiactivo y pueden atacar misiles balísticos y de crucero, aviones, helicópteros y vehículos aéreos no tripulados. Una diferencia sustancial del HQ-22 con respecto a su predecesor el HQ-12 es que el HQ-22 tiene un nuevo diseño «sin alas».

### Radar

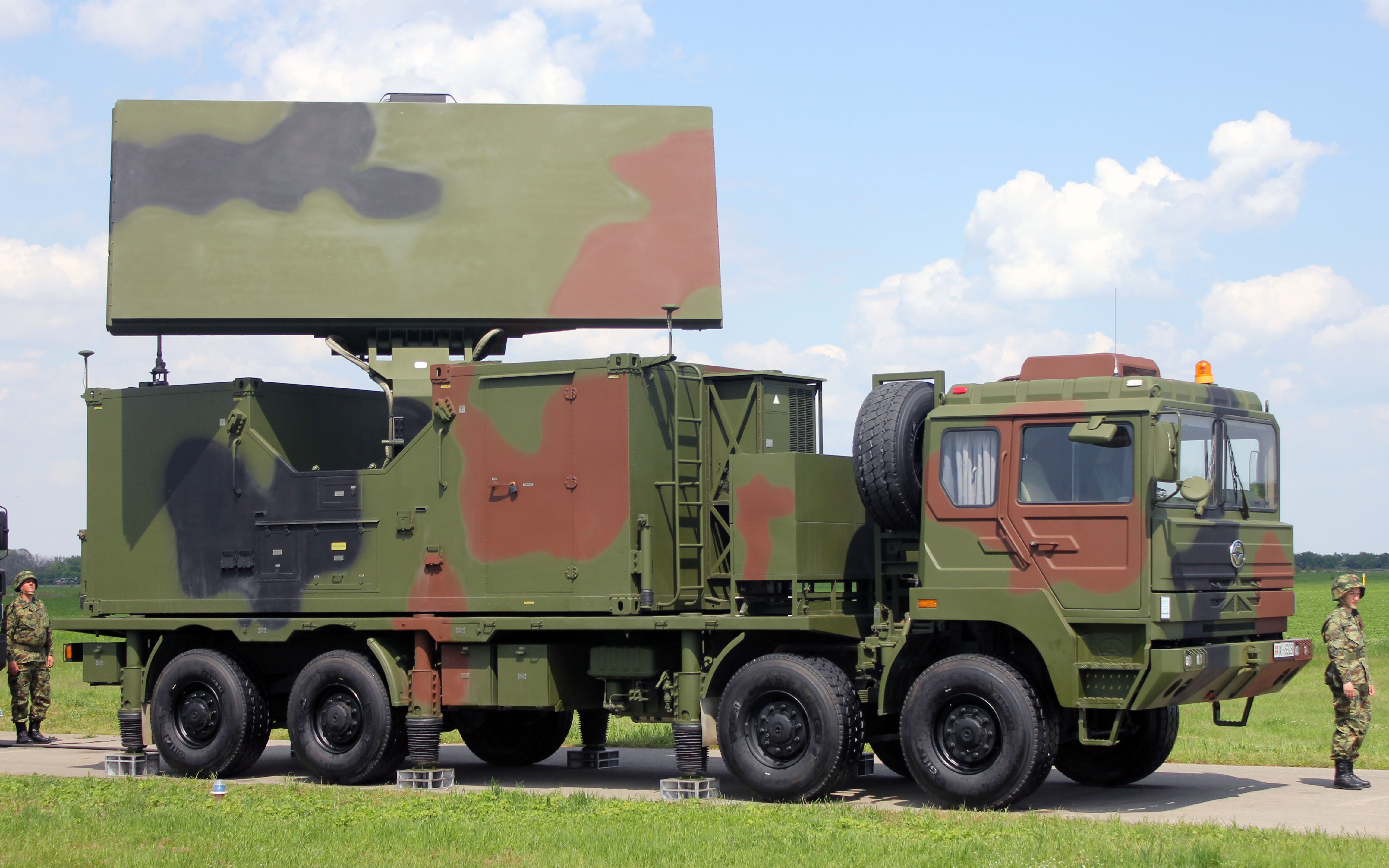
El radar de vigilancia JSG-100 del sistema de misiles de defensa aérea FK-3 de las Fuerzas Armadas de Serbia

El sistema es capaz de lanzar doce misiles para atacar hasta seis objetivos simultáneamente y atacar hasta treinta y seis objetivos con setenta y dos misiles cuando se utilizan múltiples unidades de fuego, bajo el control de un vehículo de comando y coordinación. El misil puede usar una guía compuesta de localización por radar semiactivo o una guía de comando por radio a lo largo de todo el vuelo. Inicialmente, el misil utilizará una guía de referencia de radar semiactiva y, en caso de que encuentre una fuerte interferencia electrónica, cambiará automáticamente a la guía de comando de radio.

### Vehículo de lanzamiento
Los vehículos de lanzamiento se basan en un chasis de configuración 8x8 fabricado por el Hanyang Special Purpose Vehicle Institute. El HQ-22 lanza sus misiles en ángulo, a diferencia del HQ-9 y HQ-16 que lanzan sus misiles verticalmente.

## Variantes

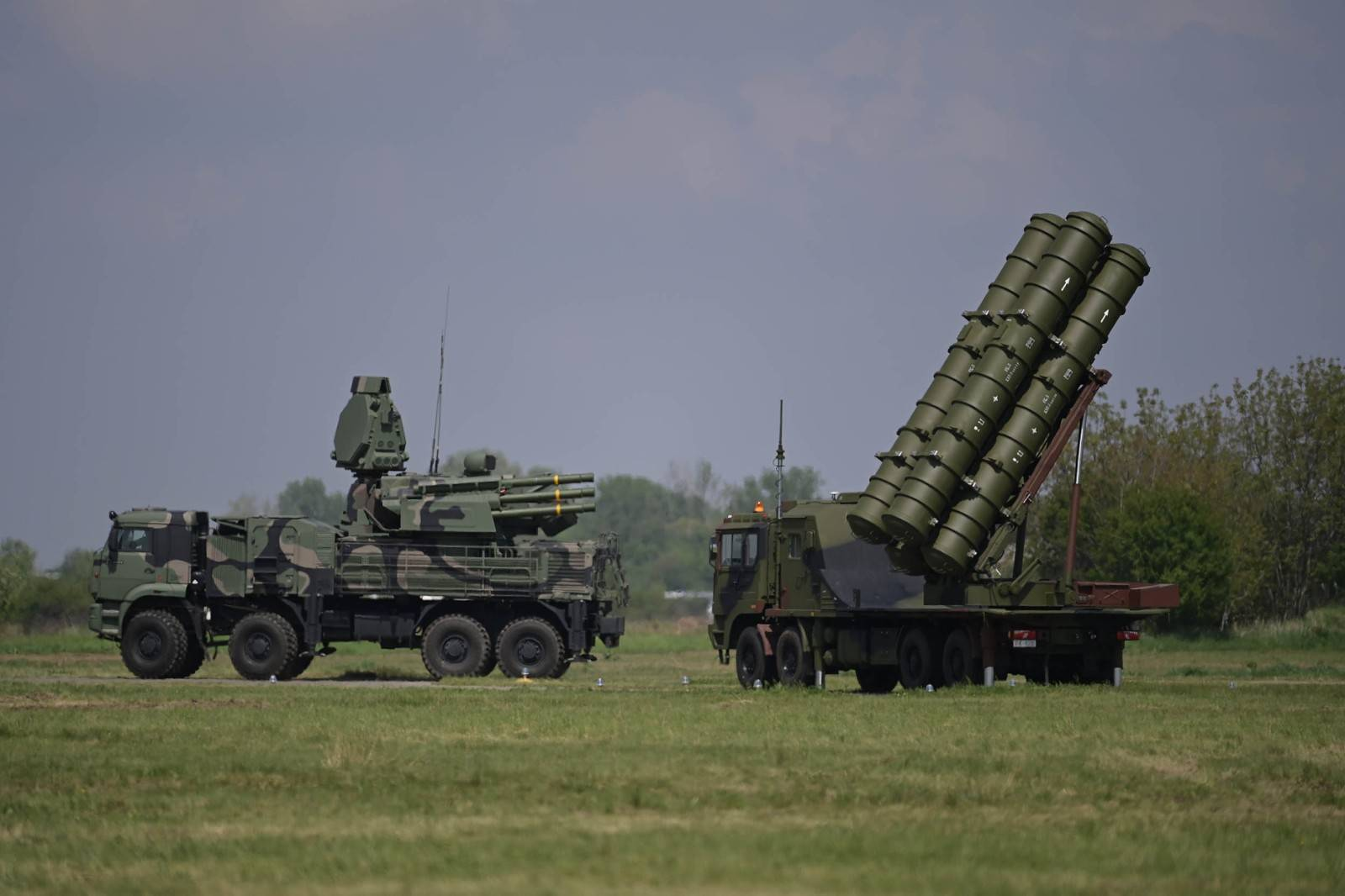
Un FK-3 y un sistema de defensa antiaérea Pancir-S1 del ejército serbio.

- HQ-22 Variante en servicio en el Ejército Popular de Liberación con velocidad de Mach 6 y un alcance de 170 kilómetros
- FK-3 Versión de exportación original.[1] Tiene una velocidad de Mach 6 y un alcance de 150 kilómetros.[4]
- HQ-22B Versión actualizada con velocidad y alcance mejorados que puede llegar a Mach 8 y tiene un alcance de 200 kilómetros. El HQ-22B ha estado en servicio con el Ejército Popular de Liberación desde 2021.
- HQ-22C Nueva versión aún en desarrollo para mejorar su velocidad a Mach 10 y alcance a 250 kilómetros.

## Despliegue
- En 2017, el HQ-22 entró en servicio en el Ejército Popular de Liberación y se ha convertido rápidamente en uno de los principales sistemas de defensa aérea del país.[4]
- En agosto de 2020, se anunció que Serbia había comprado el FK-3, lo que sorprendió a muchos en los medios rusos, que esperaban que el país comprara el S-300 en su lugar.[10]

- En abril se informó que el EPL había desplegado HQ-22 cerca del territorio indio en el área oriental de Ladaj.[11]
- En abril de 2022, seis aviones de transporte Xian Y-20 de la Fuerza Aérea del Ejército Popular de Liberación aterrizaron en Belgrado para entregar una batería FK-3 a las Fuerzas Armadas de Serbia.[6][12] Se trata de la primera vez que un país europeo compra este tipo de misiles. El armamento del ejército serbio depende mayoritariamente de la compra a Rusia, por lo que la adquisición de estos misiles chinos en lugar de los similares misiles ruso S-300 ha causado extrañeza y se interpreta como un intento del gobierno serbio de diversificar sus compras de armamento.[13] El 30 de abril de 2022, el Ministerio de Defensa serbio mostró las primeras imágenes del FK-3 oficialmente puesto en servicio.[14]

## Operadores
- Ejército Popular de Liberación.[15]
- Fuerzas Armadas de Birmania (Tatmadaw).[16]
- Fuerzas Armadas de Serbia; entregado en abril de 2022 (cuatro baterías de FK-3).[17]
- Reales Fuerzas Armadas de Tailandia, tres baterías de FK-3.[16]
- Fuerzas Armadas de Turkmenistán.[16]